# Velika modra luknja
Velika modra luknja je velikanska morska vrtača ob obali Belizeja. Leži blizu središča Lighthouse Reefa, majhnega atola, 70 km od celine in mesta Belize. Luknja je okrogle oblike, široka 318 m in globoka 124 m. Ima površino 70.650 kvadratnih metrov. Nastala je v več fazah kvartarne poledenitve, ko je bila gladina morja precej nižja. Analiza kapnikov, najdenih v Veliki modri luknji, kaže, da je nastanek potekal pred 153.000; 66.000; 60.000 in pred 15.000 leti. Ko je ocean spet začel naraščati in je bila jama poplavljena. Velika modra luknja je del večjega sistema Belizejskega koralnega grebena, ki je na Unescovem seznamu svetovne dediščine.

## Raziskovanje
Lokacija je zaslovela z Jacquesom Cousteaujem, ki jo je razglasil za eno izmed petih najboljših potapljaških mest na svetu. Leta 1971 je svojo ladjo Calypso pripeljal do luknje, da bi začrtal njene globine. Raziskave te ekspedicije so potrdile izvor luknje kot tipične kraške apnenčaste tvorbe, nastale pred dvigom morske gladine v vsaj štirih fazah, ki so pustile robove na globinah 21 m, 49 m in 91 m. Kapnike so izkopali iz potopljenih jam, kar potrjuje njihov prejšnji nastanek nad morsko gladino. Nekateri od teh kapnikov so bili tudi odmaknjeni od navpičnosti za 5˚ v dosledni orientaciji, kar kaže, da je v preteklosti prišlo tudi do geološkega premika in nagibanja spodnjega platoja, čemur je sledilo dolgo obdobje v sedanji ravnini. Nagib kaže, da je šlo za premikanje kopnega in ne samo za dvig morske gladine. Začetna izmerjena globina Velike modre luknje je bila približno 125 m, kar je največkrat omenjena globina do danes.
Poleti 1997 je bila izvedena ekspedicija, da bi zbrali vzorce jedra iz dna Modre luknje in dokumentirali jamski sistem. Za izpolnitev teh nalog so morali imeti vsi potapljači certifikat za jamsko potapljanje in mešane pline.
Decembra 2018 sta se dve podmornici spustili v Modro luknjo, da bi preslikali njeno notranjost. Z uporabo sonarnega skeniranja je ekipi skoraj uspelo dokončati 3-D zemljevid 300 m široke luknje. Eno od njihovih odkritij je bila plast vodikovega sulfida na globini približno 91 m. Voda na tej globini in pod njo postane temna, anoksična in brez življenja. Podmorniška ekspedicija je na dnu odkrila tudi trupli dveh potapljačev od treh, ki so domnevno izginili med potapljanjem, in ju prijavila belizejskim oblastem. Iz spoštovanja je posadka dvig trupel zavrnila in jih tako pustila pokopane v morju.

## Turizem
Velika modra luknja je priljubljena točka med rekreativnimi potapljači, ki jih mika priložnost, da se potopijo v včasih kristalno čisto vodo in srečajo več vrst rib, vključno s polnočno papigo (Scarus coelestinus), karibskim grebenskim morskim psom (Carcharhinus perezi) in drugimi vrstami rib. Tam so poročali o drugih vrstah morskih psov, kot sta morski bik (Carcharhinus leucas) in kladvenice (Sphyrnidae), vendar jih ne opažajo redno. Običajno so dnevni izleti v Veliko modro luknjo celodnevni izleti iz obalnih turističnih skupnosti v Belizeju.
Obrežne jame podobne formacije, kot so velike udrte vrtače, so dobro znane v Belizeju in na polotoku Jukatán, kjer so znane kot cenote. Za razliko od celinskih cenotov, ki se pogosto povezujejo s podvodnimi jamskimi sistemi, je v Modri luknji le malo dokazov o horizontalnem razvoju.
Leta 2012 je Discovery Channel Veliko modro luknjo uvrstil na prvo mesto svojega seznama »10 najbolj neverjetnih krajev na Zemlji«. Leta 2018 so predstavili dvourno posebno oddajo z naslovom Discovery Live: Into the Blue Hole, v kateri so nastopili Erika Bergman, Fabien Cousteau in Richard Branson.